# Metropolie Ephesos

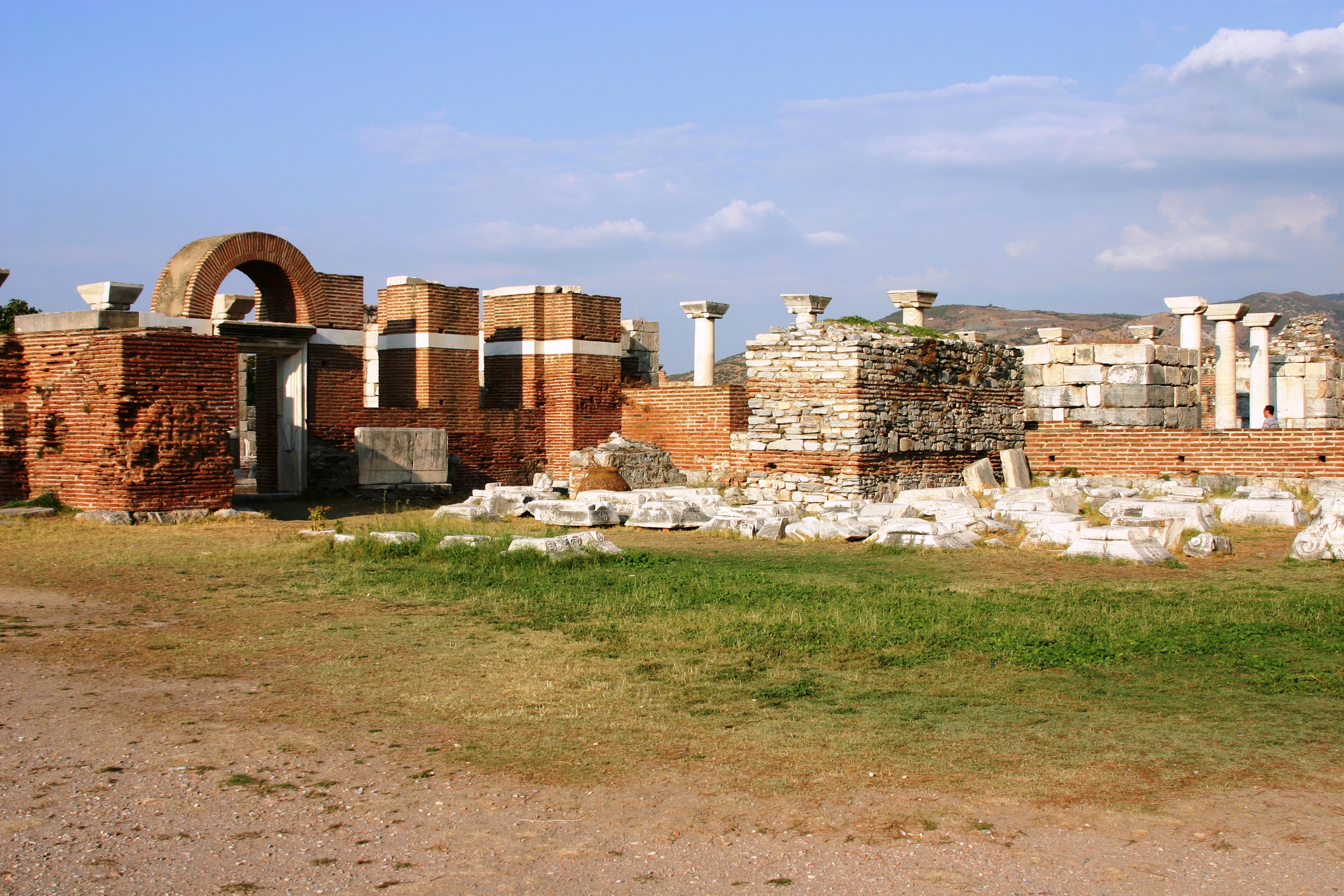
Ruinen der St. Johannes-Kathedrale von Ephesos

Die Metropolie Ephesos (Μητρόπολις Εφέσου) war eine orthodoxe Kirchenprovinz in Kleinasien von 325 bis 1923.

## Geschichte
Ephesos war eines der Zentren des frühen Christentums. Bereits im 1. Jahrhundert gab es Bischöfe von Ephesos.
Im Jahr 325 wurde die Metropolie Ephesos gebildet als erste der Metropolien Kleinasiens. 431 fand in Ephesos das Konzil von Ephesos statt. 451 wurde das Patriarchat Konstantinopel gebildet, dem die Metropolie eingegliedert wurde.
1923 wurde die Metropolie nach dem massenhaften Exodus der griechischen Bevölkerung aus dem Gebiet aufgelöst und in ein Titularbistum umgewandelt.
Bereits seit 1610 gab es ein römisch-katholisches Titularerzbistum Ephesus.

## Eparchien
- 7. Jahrhundert: 37
- 16. Jahrhundert: 0
- 1774: einige
- Anfang 20. Jahrhundert: 3

## Bischöfe und Metropoliten (Auswahl)

### Bischöfe

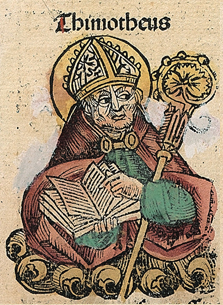
Timotheus, Nürnberger Chronik, 1493

- Timotheus (1. Jhd.), Mitarbeiter von Paulus
- Onesimus (um 107- um 117), Mitarbeiter von Timotheus
- Gaius
- Polykrates (161–196)
- Apollonius (-210)
- Menophantos (325–344)
- Evekios (381)
- Antoninos (400)
- Heraklid (403–407)
- Memnon (431/440)
- Basilios (um 440)
- Bassianus (444–448)
- Stephan (448–451)
- Johannes (458)
- Paulos (475/480), Monophysit
- Heterios (um 500)
- Theosebios (503–519)
- Hypatius (519/530-um 540/41)
- Andreas (541–553)
- Avramos (um 553/558)
- Prokopios (um 560)
- Johannes (558–588)
- Euthropios
- Ruphinos (597)
- Theodoros (680)
- Stephanos (692)
- Ignatios (um 729)
- Theodosios III. (729–745), ehemaliger Kaiser (oder dessen gleichnamiger Sohn)

### Metropoliten
- Theodosios (754), Sohn von Kaiser Tiberios II.
- Johannes (787)
- Theophilos (824)
- Markos (833)
- Basilios (869)
- Gregorios (879)
- Kyriakos
- Theodoros
- Theophanos (1. Hälfte 11. Jhd.)
- Theophilios (Mitte 11. Jhd.)
- Nikephoros (1050)
- Michael VII. Dukas (1080), früherer Kaiser
- Nikolaos Mesarites (nach 1207- nach 1216)
- Manuel (-1243), später Patriarch von Konstantinopel
- Nikephoros (-1260), später Patriarch von Konstantinopel
- Joseph (1393–1416), später Patriarch von Konstantinopel
- Markos (1395)
- Markos Eugenikos (1438)
- Samuel (1782)
- Dionysios (1821)
- Anthimos (1837), später Patriarch von Konstantinopel
- Agathangelo (1882)
- Chrysostomos II. (1922), letzter Metropolit

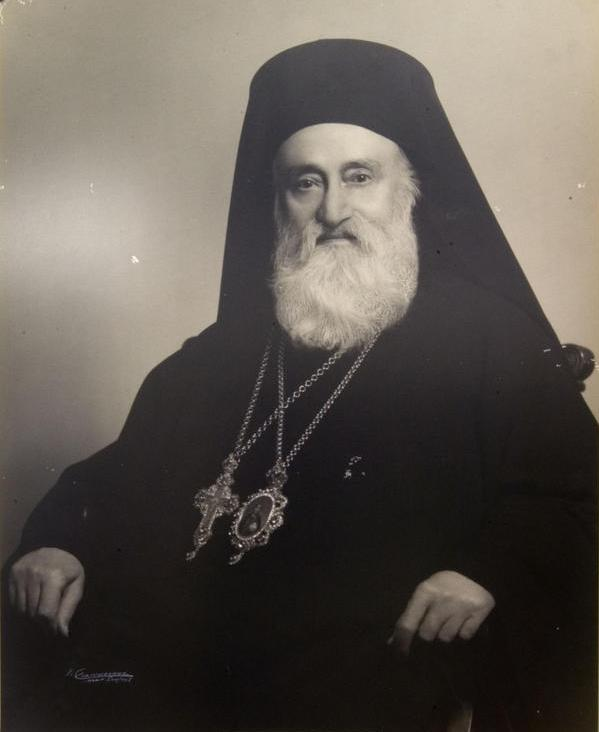
Chrysostomos II.